# Scribonius
Pour l’article homonyme, voir Scribonius Largus.
Scribonius est un roi du Bosphore et de Colchide ayant régné de 15 à 14 av. J.-C.

## Biographie
Scribonius, qui se prétend fils de Mithridate VI, met à profit le décès d’Asandros du Bosphore pour usurper le trône de ce royaume. Afin de légitimer son acte, il épouse aussitôt Dynamis du Pont, fille de Pharnace II et veuve de son prédécesseur.
Marcus Vipsanius Agrippa, qui commande à cette époque pour le compte d’Auguste les troupes romaines en Syrie, refuse de le reconnaître et envoie contre lui Polémon Ier du Pont, un roi client de Rome.
Scribonius est massacré par ses sujets avant même l’intervention de Polémon. Ce dernier épouse à son tour Dynamis, ultime descendante de sa famille, qui était le symbole de la légitimité.